# Steinhöring
Steinhöring is een plaats in de Duitse deelstaat Beieren, en maakt deel uit van het Landkreis Ebersberg.
Steinhöring telt 4.072 inwoners.
Steinhöring ligt aan de Bundesstraße 304, 38 km ten oosten van München en 16 km ten westen van Wasserburg. Direct ten zuidwesten van Steinhöring ligt de wat grotere plaats Ebersberg. Ten westen van Ebersberg ligt het uitgestrekte bosgebied Ebersberger Forst.

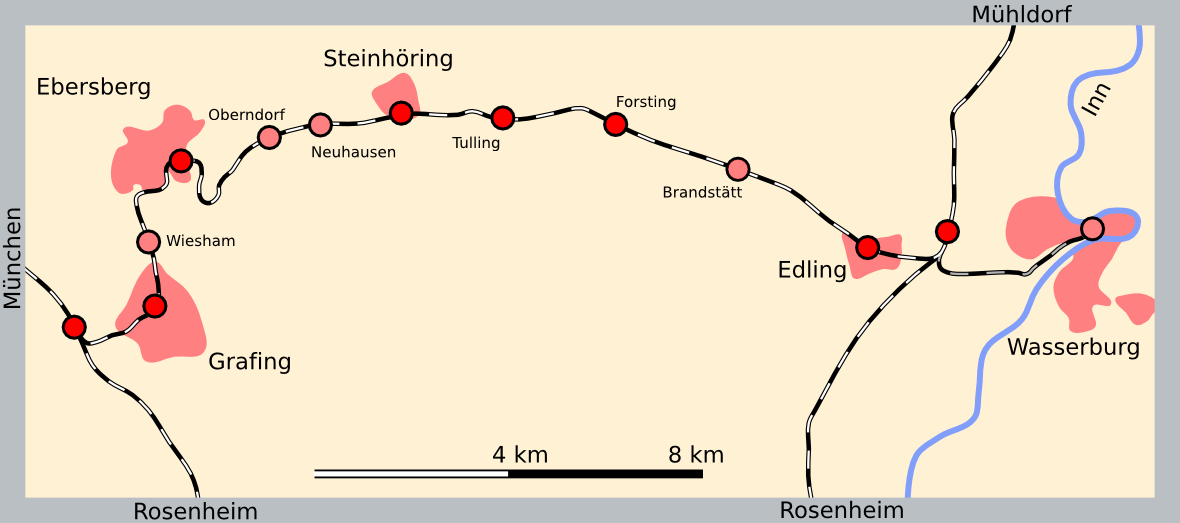
Trajectkaart spoorlijn Grafing-Wasserburg am Inn

Steinhöring heeft een in 2014 geheel gemoderniseerd stationnetje aan een spoorlijn Wasserburg - Grafing bij München v.v.
Officieel bestaat Steinhöring uit 51 Gemeindeteile, waaronder het  3½ km ten noordoosten van het hoofddorp gelegen Sankt Christoph, waar een bezienswaardig, aan Christoffel gewijd, 14e-eeuws kerkje staat. Ook Sensau heeft een bezienswaardig, 16e-eeuws kerkje.

In 824 komt Steinhöring voor het eerst in een document voor. Vanaf de 16e eeuw was het een halteplaats van een belangrijke, internationale postkoetsdienst. Dit verklaart de posthoorn in het gemeentewapen. In 1800 werd de Slag bij Hohenlinden dicht bij Steinhöring uitgevochten.

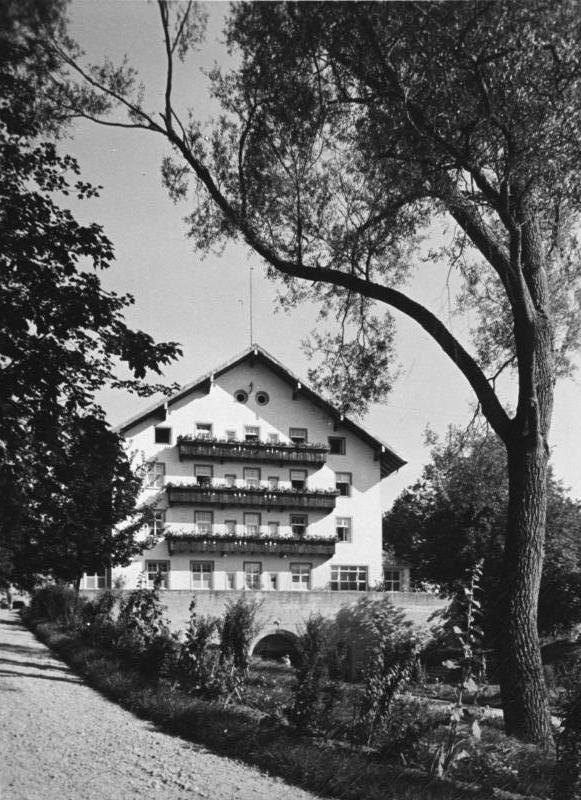
Tehuis van Lebensborn te Steinhöring , foto uit 1938

Het plaatsje werd ten tijde van Adolf Hitlers Derde Rijk bekend, omdat de nazi-organisatie Lebensborn hier in 1936 haar eerste moeder- en kindtehuis inrichtte. Het gebouw diende na de Tweede Wereldoorlog als instelling voor zieke kinderen, en vanaf 1971 voor lichamelijk gehandicapten.
Tot op de huidige dag is de landbouw de voornaamste bron van inkomen van de inwoners van de gemeente Steinhöring gebleven.

## Afbeeldingen

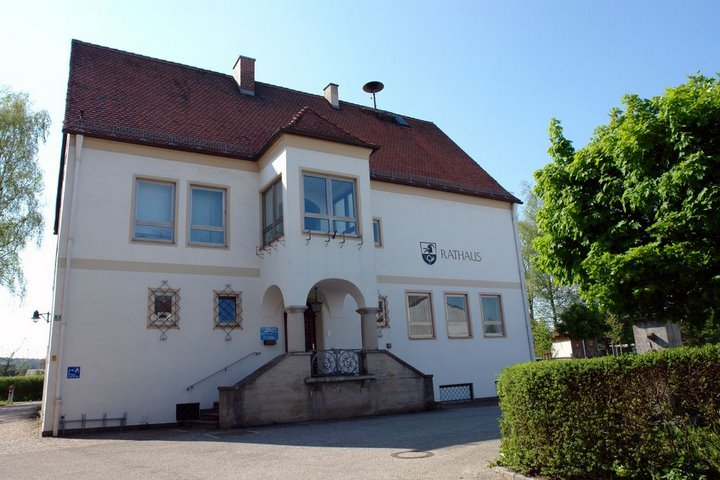
Gemeentehuis
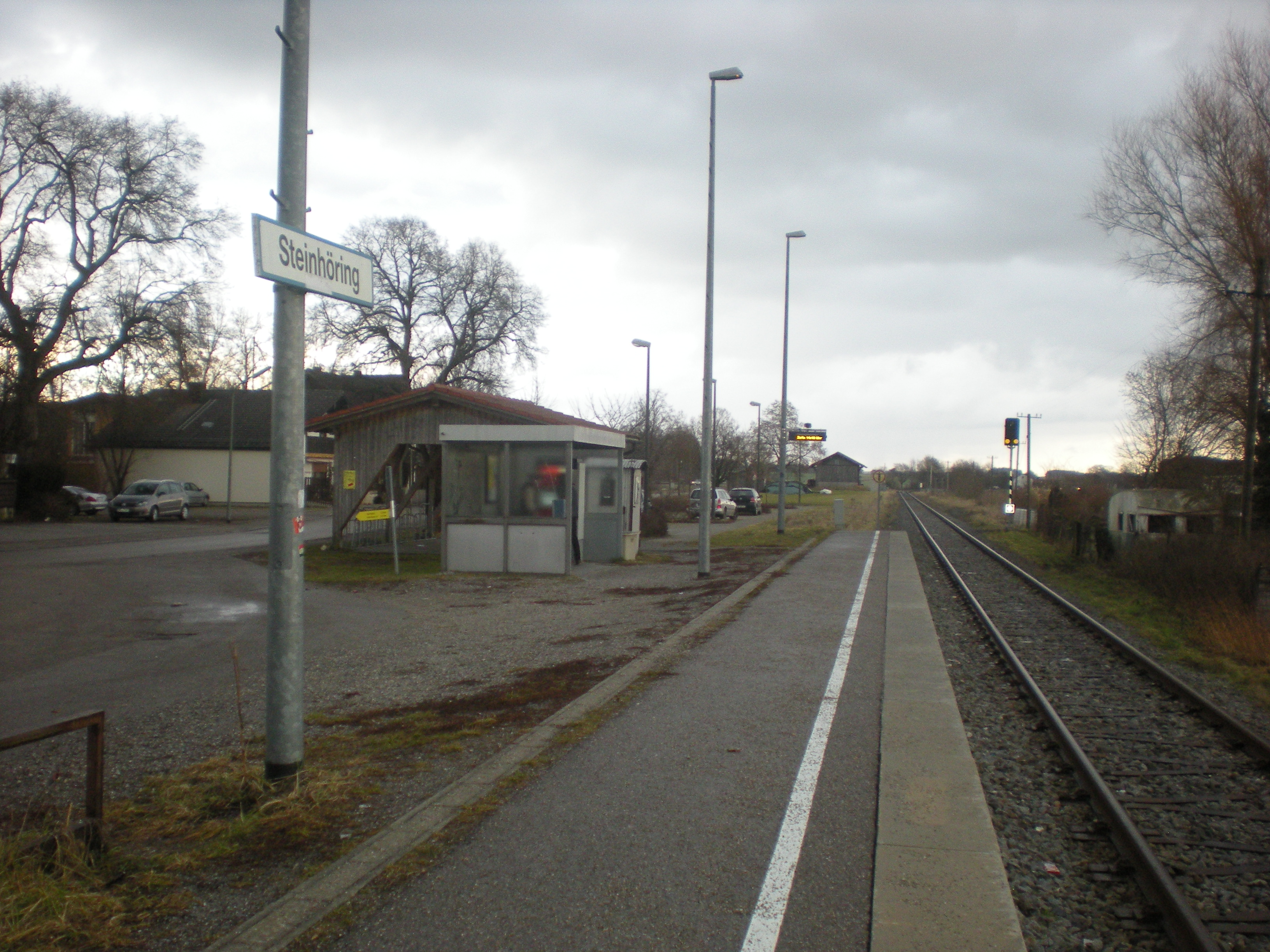
Station
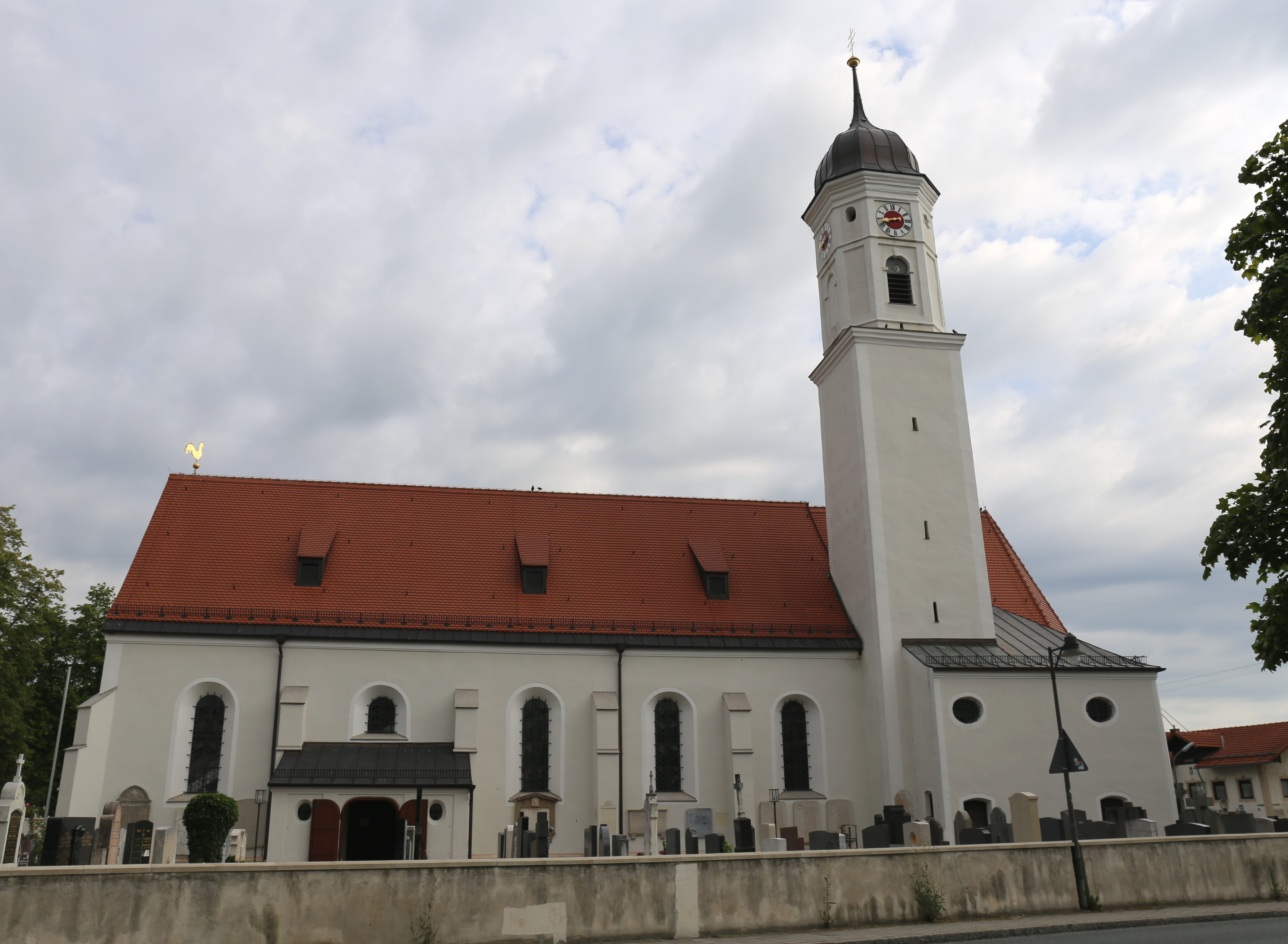
Sankt Galluskerk, Steinhöring
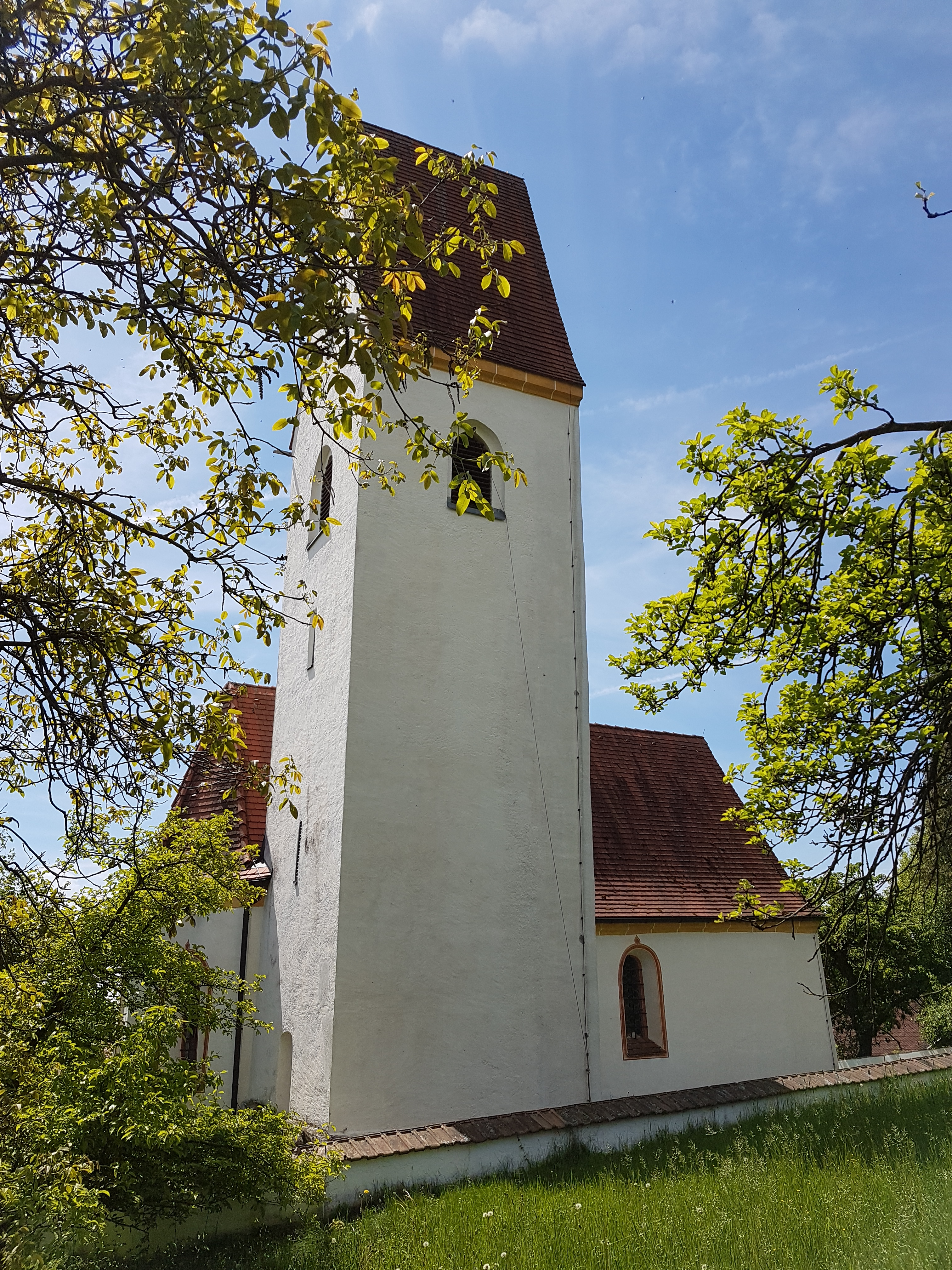
Sensau, 16e-eeuwse St. Martinuskerk
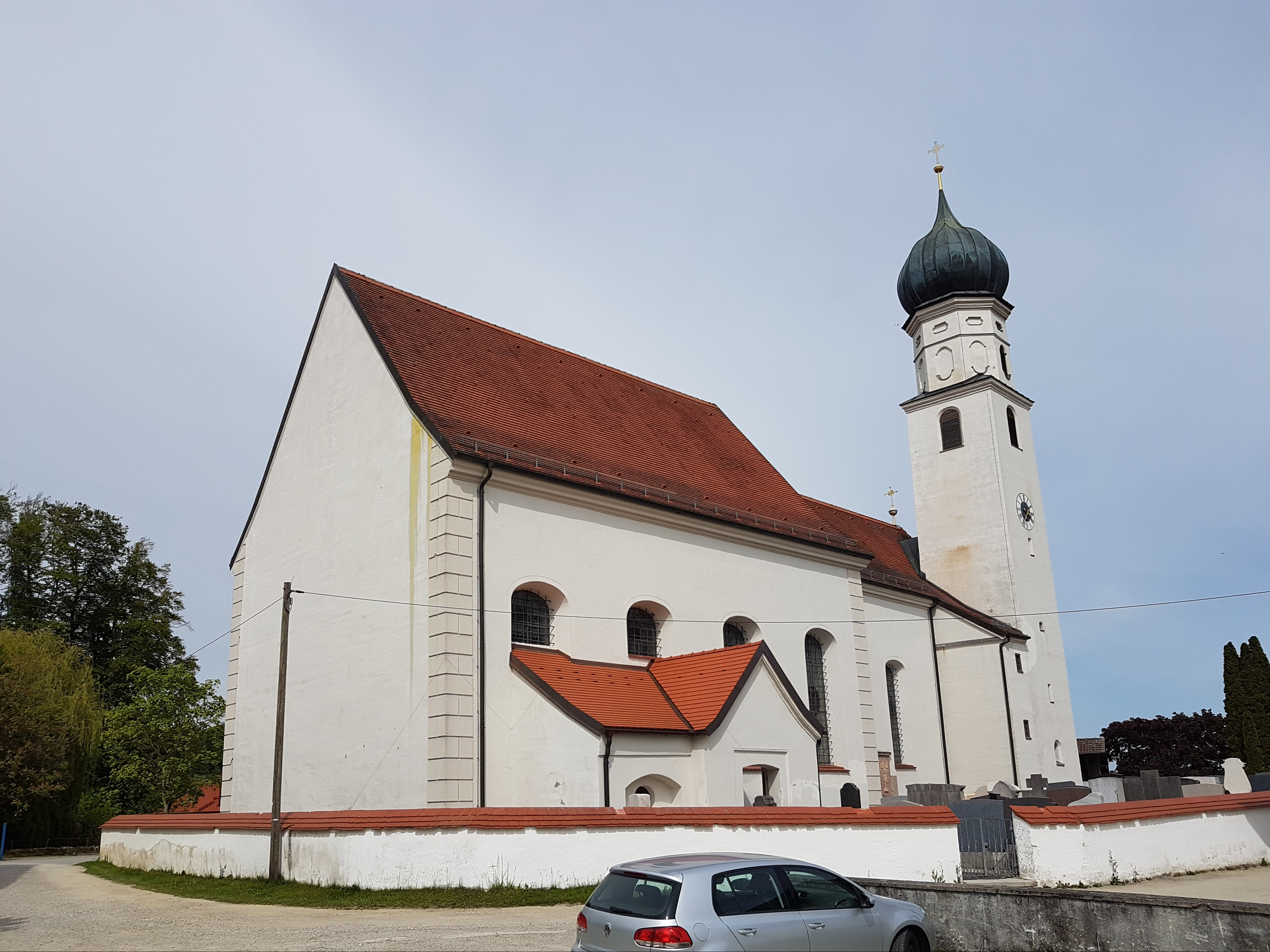
Christoffelkerk te St. Christoph

Anzing ·
Aßling ·
Baiern ·
Bruck ·
Ebersberg ·
Egmating ·
Emmering ·
Forstinning ·
Frauenneuharting ·
Glonn ·
Grafing bei München ·
Hohenlinden ·
Kirchseeon ·
Markt Schwaben ·
Moosach ·
Oberpframmern ·
Pliening ·
Poing ·
Steinhöring ·
Vaterstetten ·
Zorneding